# Scincus scincus
Scincus scincus là một loài thằn lằn trong họ Scincidae. Loài này được Linnaeus mô tả khoa học đầu tiên năm 1758.

## Hình ảnh

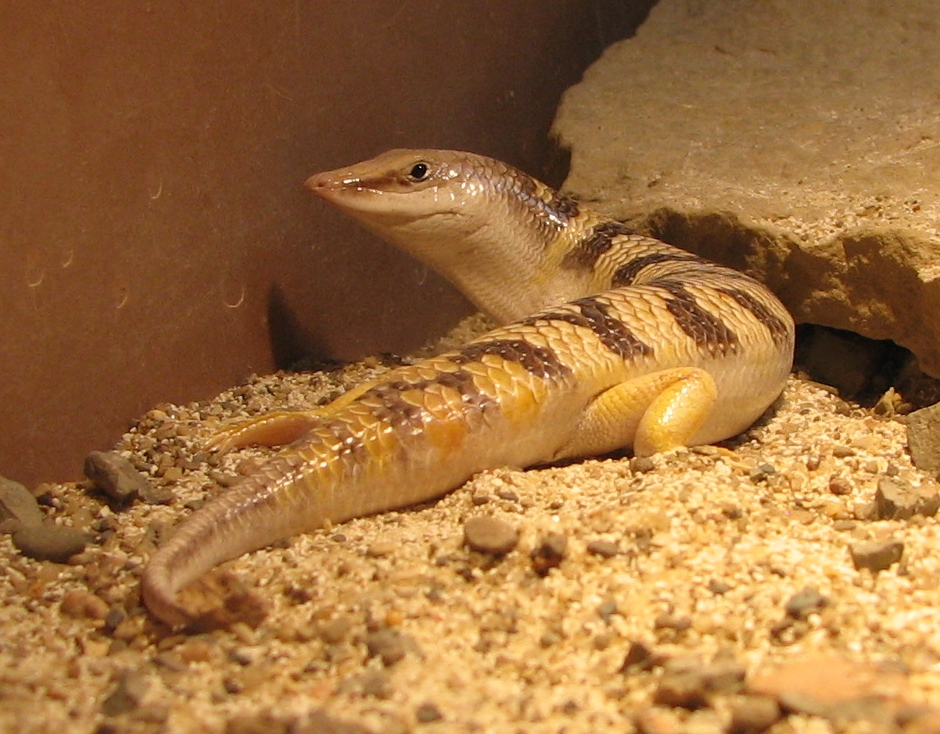
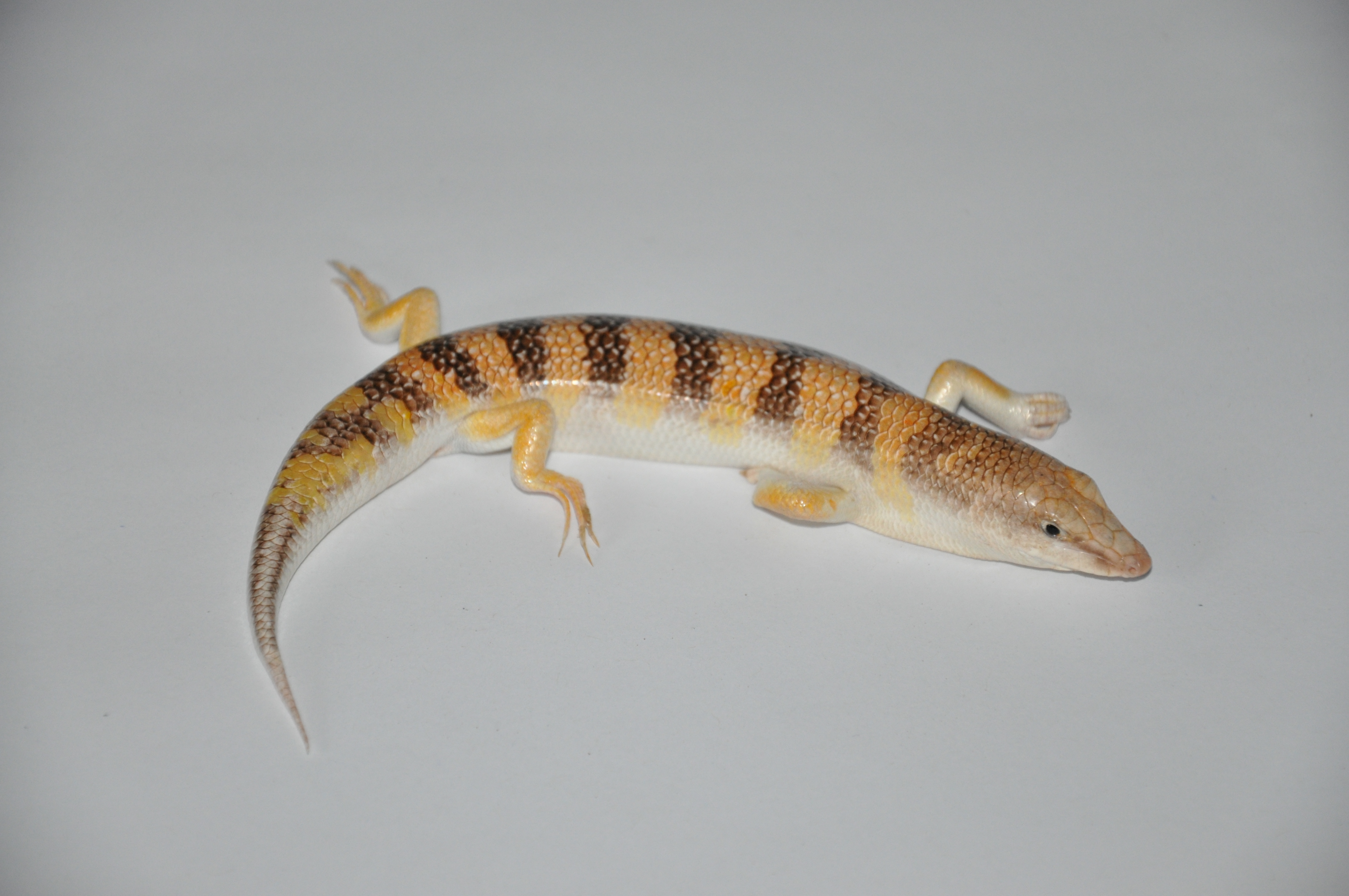
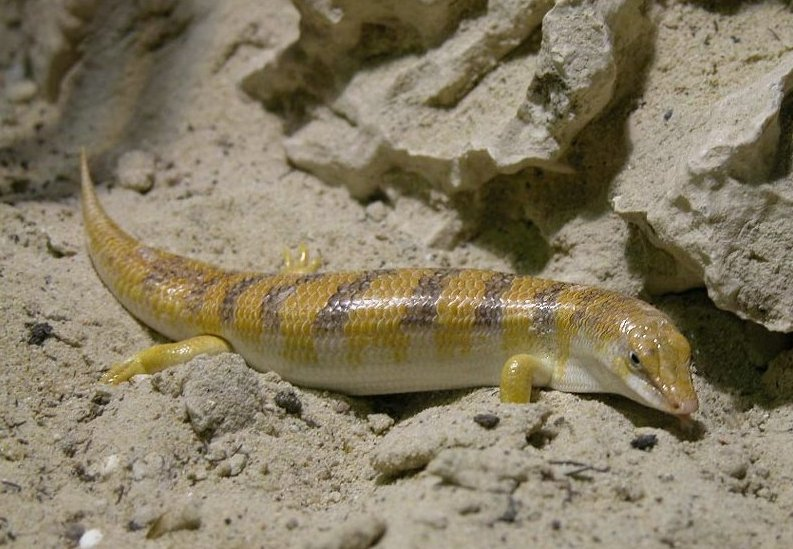
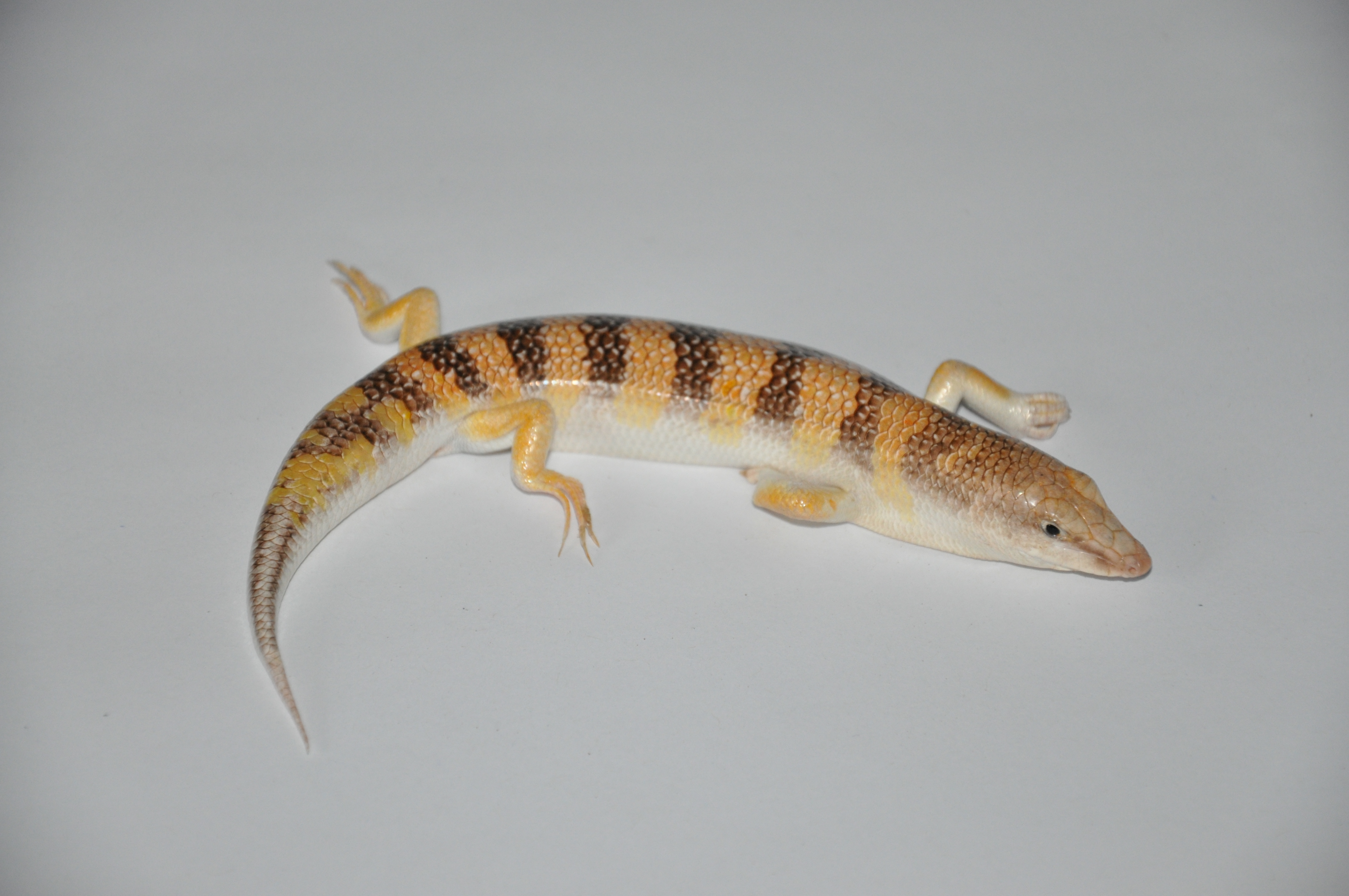